# 石佛洞遗址
23°22′04″N 99°27′13″E / 23.36776°N 99.45348°E
石佛洞遗址，位于中华人民共和国云南省耿马傣族佤族自治县四排山乡勐省村，是新石器时代至青铜时代遗址。全国重点文物保护单位。

## 特点
2003年，石佛洞遗址进行发掘，高20米、宽50米，遗址面积3000平方米，文化层堆积厚3米左右。发现排列整齐的方形和圆形柱洞，居住面用碎石铺垫、铺石板。石器以磨光梯形斧、锛、八角星形器为特点。陶器有夹砂褐陶、红陶、灰陶，器形有釜、罐、钵等，纹饰有人字形纹、月牙形纹、贝形纹、蛇形纹、鱼形纹、刺点纹、涡纹和叶形纹。遗址中还出土有炭化稻谷、稻壳和动物遗骸，以及两部《贝叶经》。在遗址下层还出土一件铜器残件，证明遗址已经进入青铜时期早期。
1996年11月20日，中华人民共和国国务院公布其为第四批全国重点文物保护单位。

## 图像

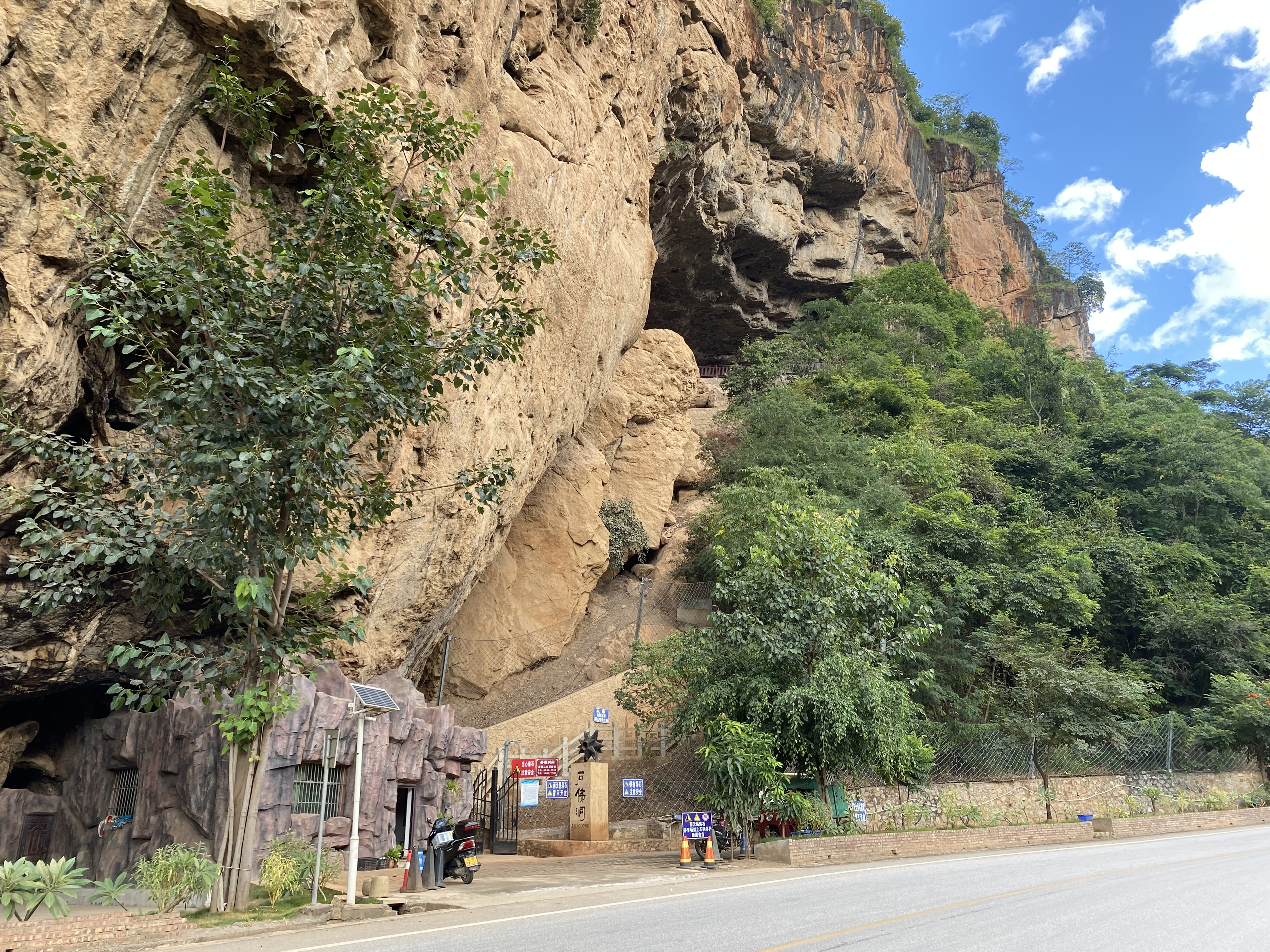
入口
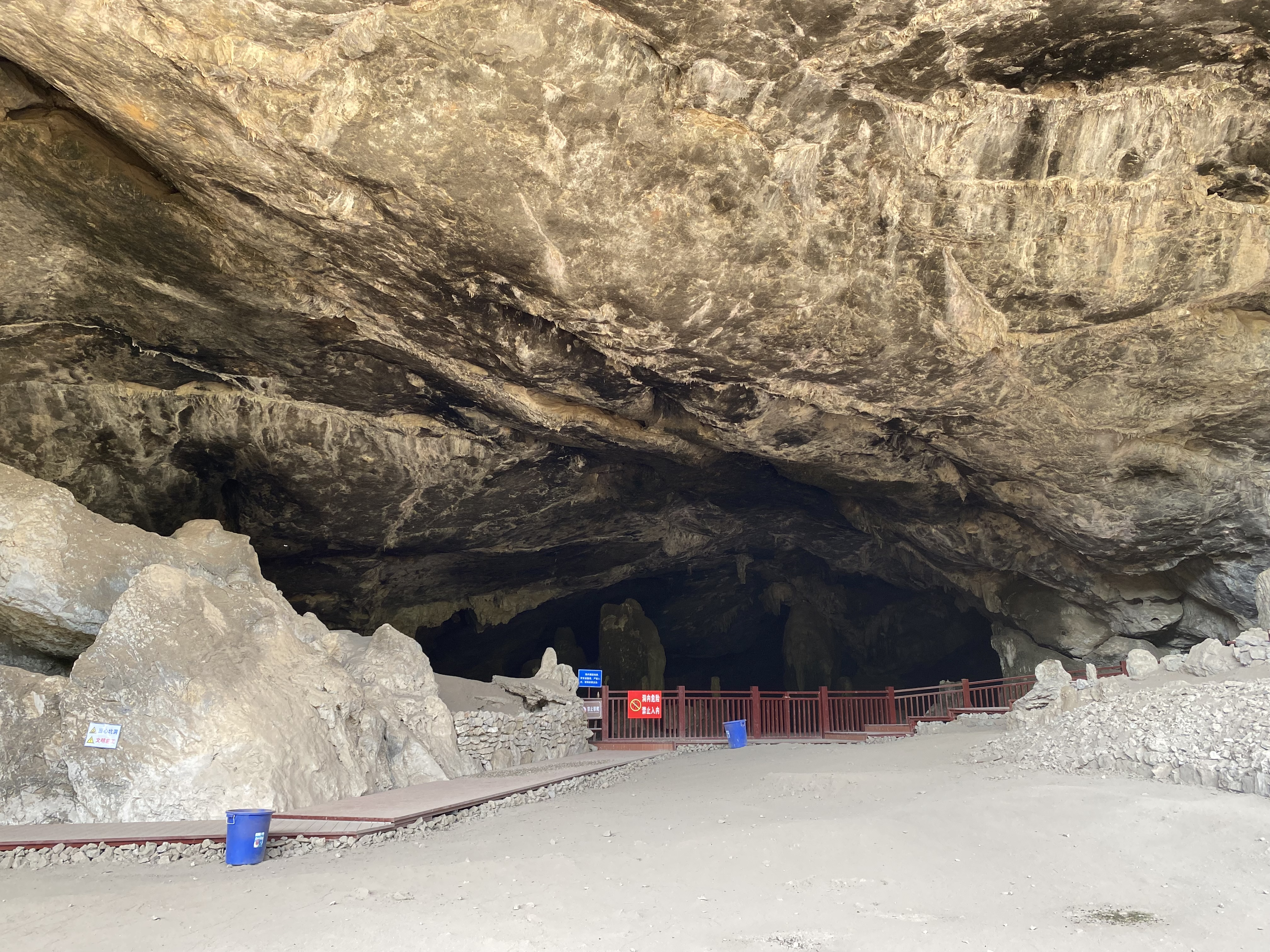
洞口
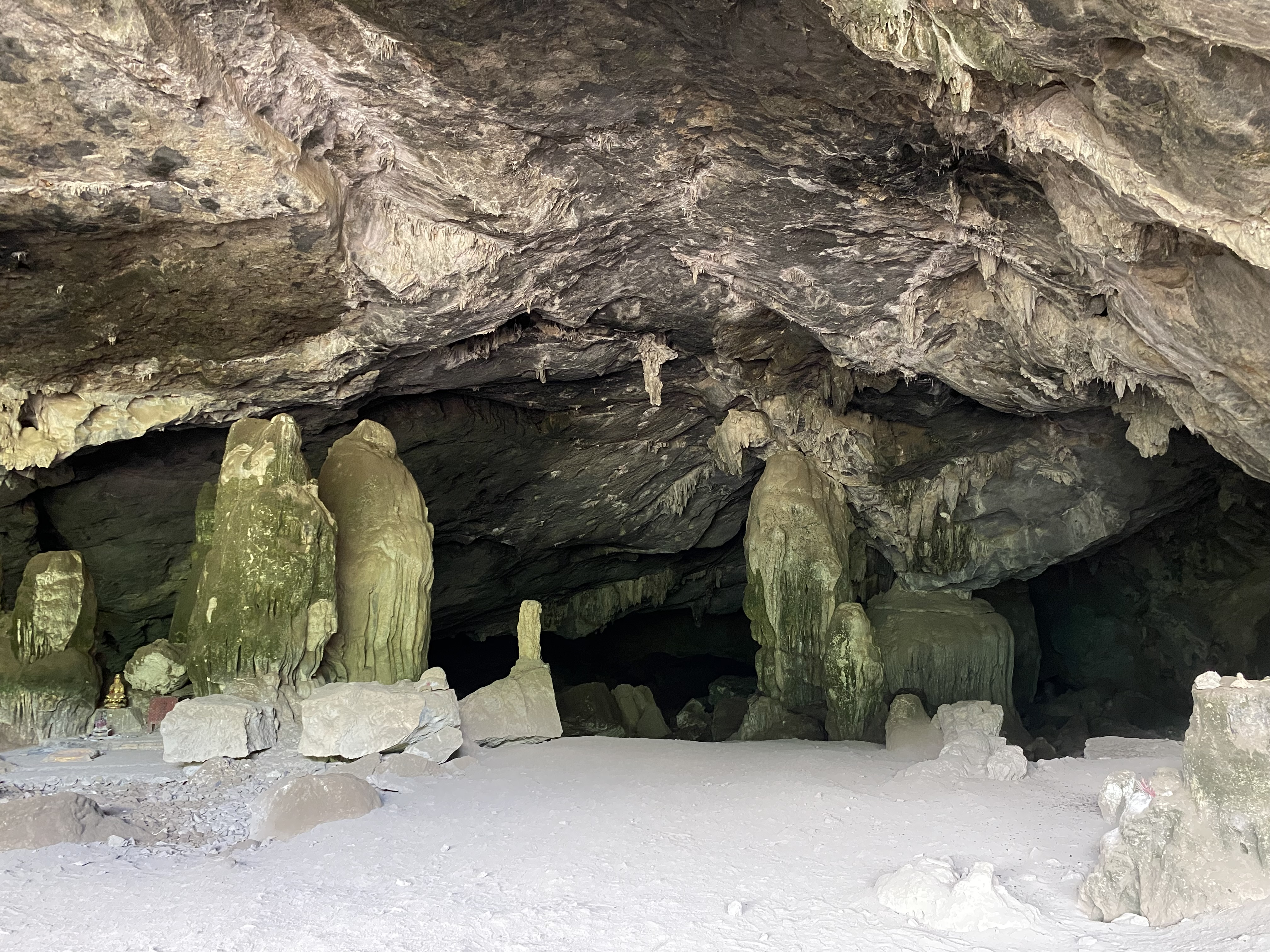
洞内
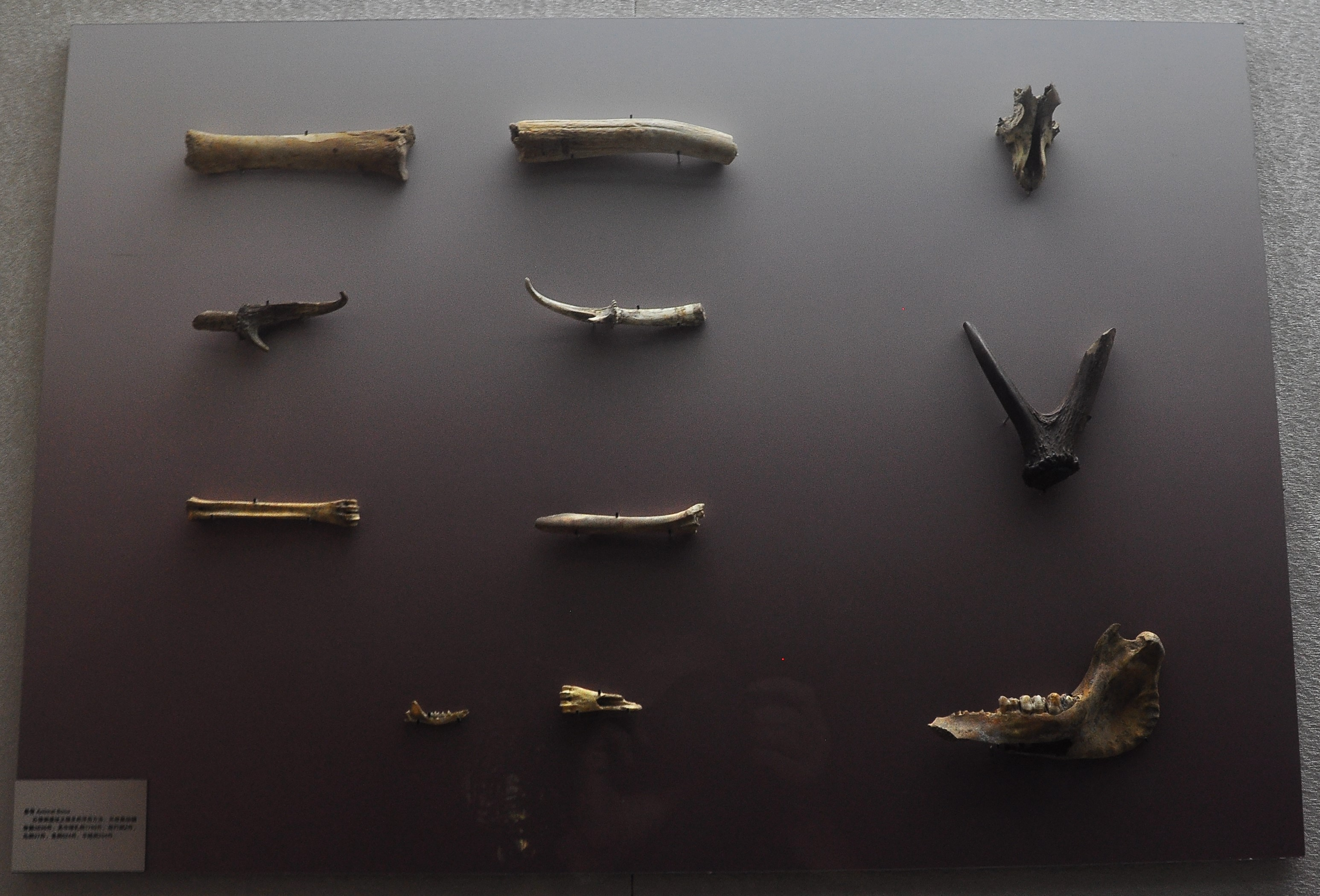
耿马县石佛洞动物骨骼，藏于云南省博物馆
圆形石块
碳化稻
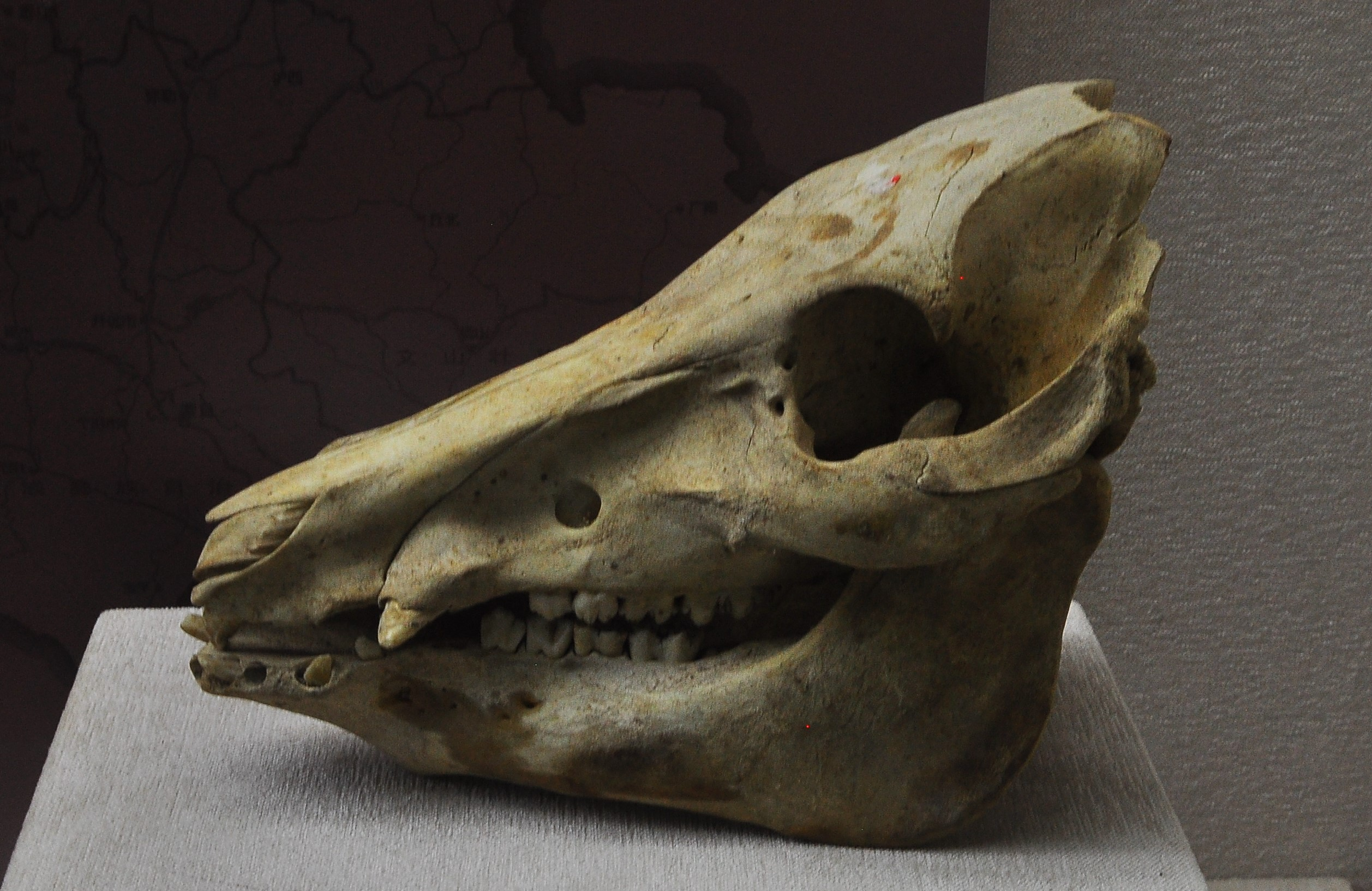
猪骨
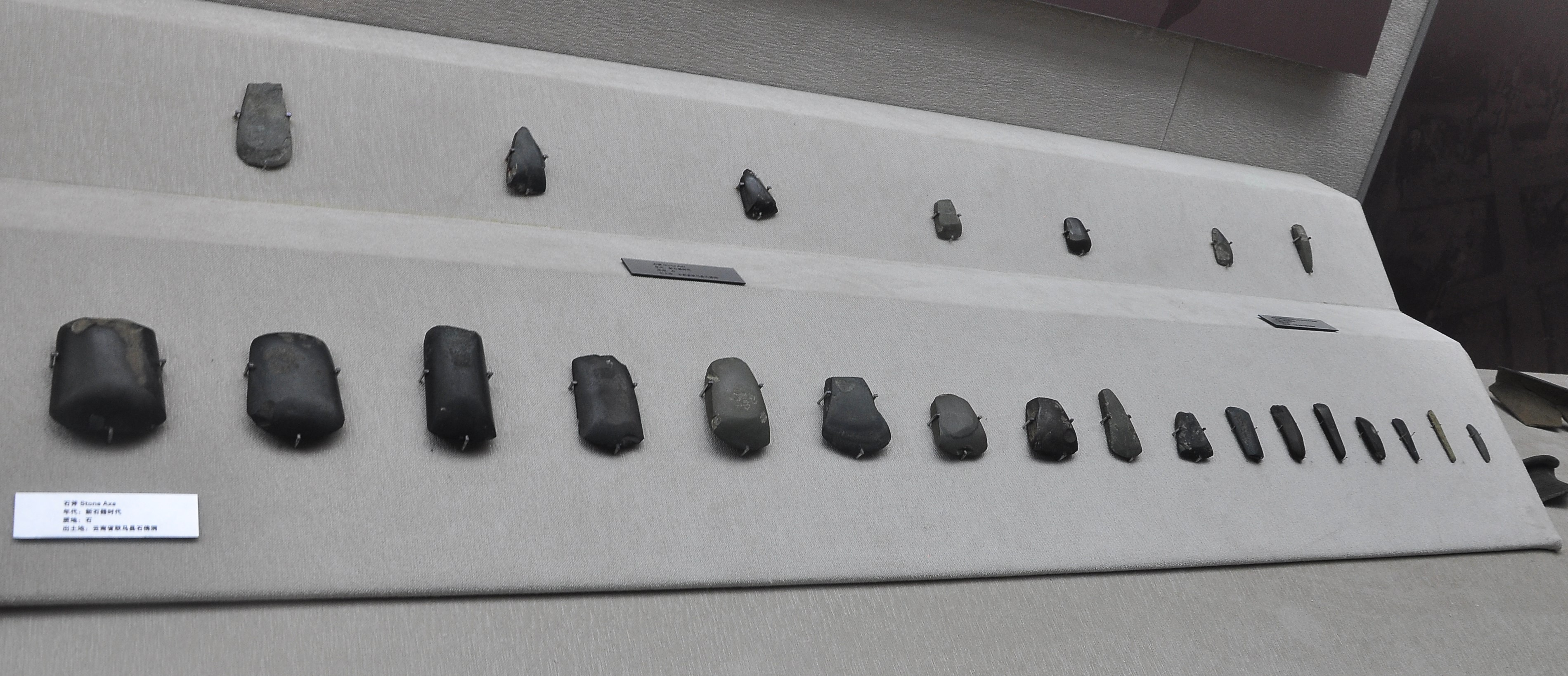
石斧
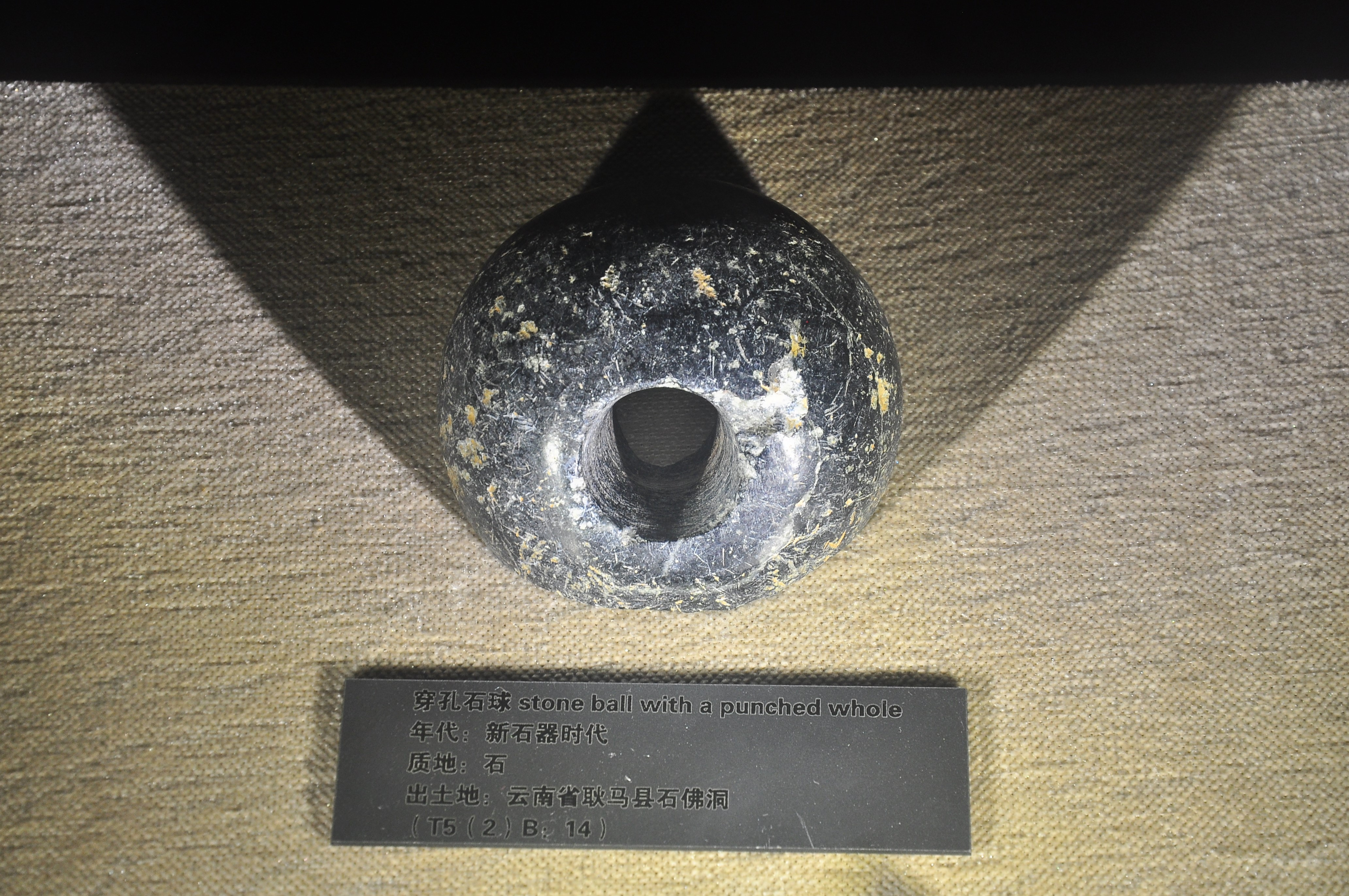
穿孔石球
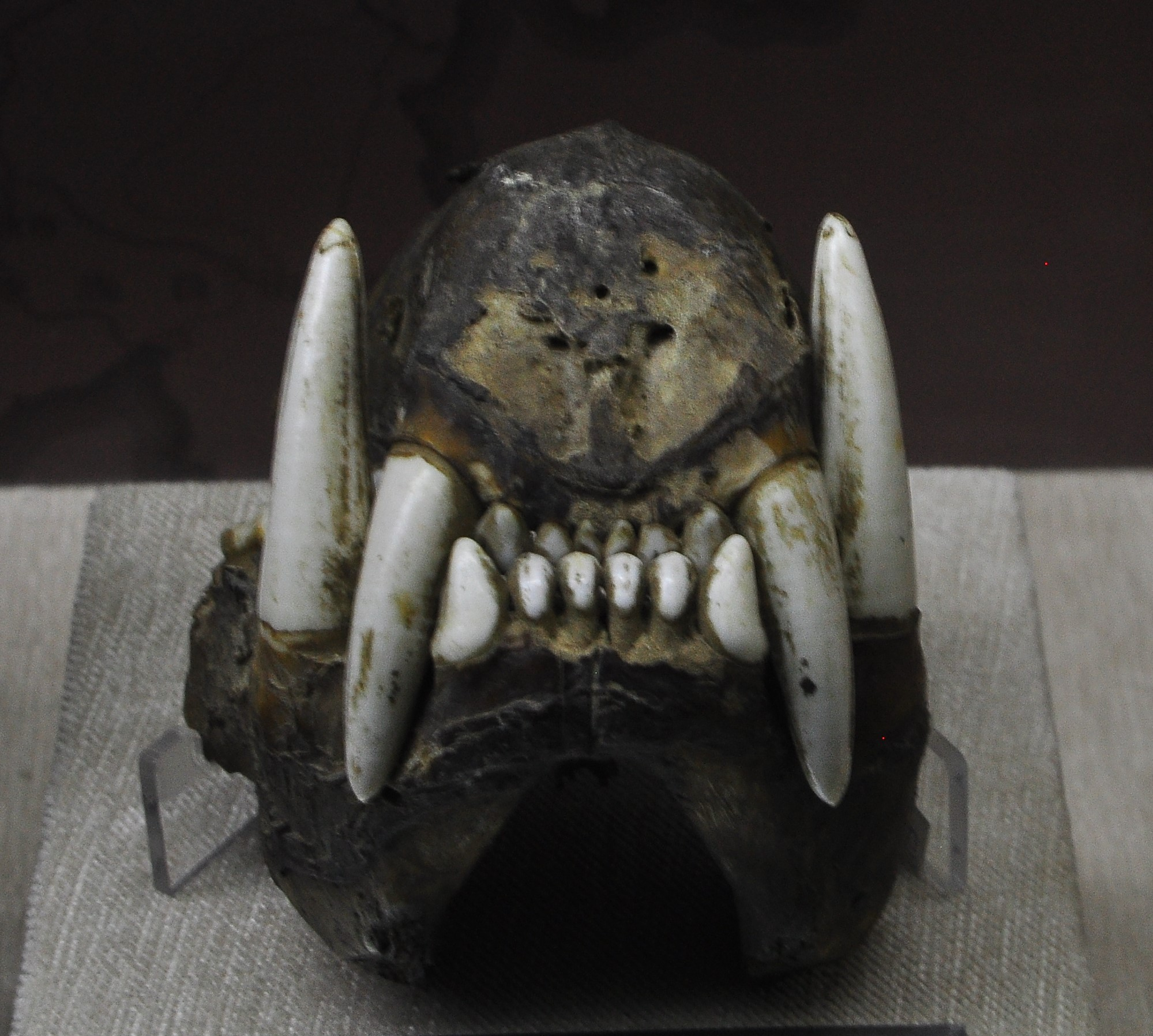
虎骨
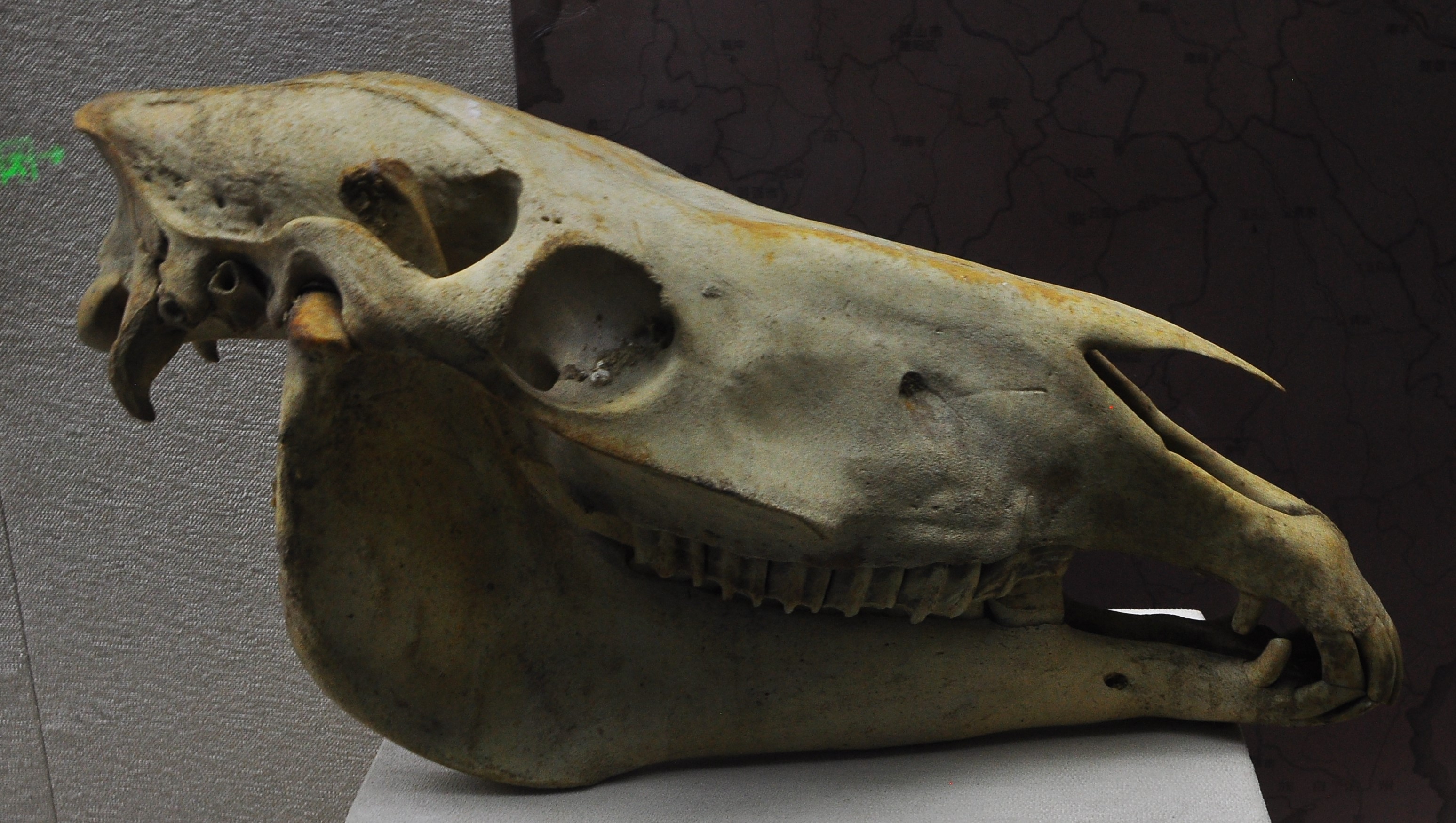
马骨